# Паїн-Кеш-Сара
Паїн-Кеш-Сара (перс. پائين كش سرا) — село в Ірані, у дегестані Отаквар, у бахші Отаквар, шагрестані Лянґаруд остану Ґілян. За даними перепису 2006 року, його населення становило 30 осіб, що проживали у складі 6 сімей.